# Comuna Lozova, Șarhorod
Lozova (în ucraineană Лозова) este o comună în raionul Șarhorod, regiunea Vinnița, Ucraina, formată din satele Lozova (reședința) și Teklivka.

## Demografie
Componența lingvistică a satului Lozova
     Ucraineană (99,07%)
     Alte limbi (0,87%)
Conform recensământului din 2001, majoritatea populației satului Lozova era vorbitoare de ucraineană (99,07%), existând în minoritate și vorbitori de alte limbi.